# Коммуна (Рамешковский район)
Коммуна — деревня в Рамешковском районе Тверской области.

## География
Находится в восточной части Тверской области на расстоянии приблизительно 25 км на юг-юго-запад по прямой от районного центра поселка Рамешки.

## История
На месте, где находится деревня, в начале XX века был женский монастырь. В 1928 году с помощью рабочих тверской фабрики «Пролетарка» здесь был организован совхоз «Коммуна». Позднее работали колхозы «11 лет Октября» и «Кушалино». В 2001 постоянных жителей уже нет. 3 дома принадлежало наследникам и дачникам. До 2021 входила в сельское поселение Кушалино Рамешковского района до их упразднения.

## Население
Численность населения: 0 как в 2002 году, так и в 2010.